# Hà Thị Thu
Hà Thị Thu (* 29. Juli 1997) ist eine vietnamesische Leichtathletin, die sich auf den Sprint spezialisiert hat.

## Sportliche Laufbahn
Erste internationale Erfahrungen sammelte Hà Thị Thu bei den Südostasienspielen 2015 in Singapur, bei denen sie mit der vietnamesischen 4-mal-100-Meter-Staffel in 44,77 s die Silbermedaille hinter dem Team aus Thailand gewann. Zwei Jahre später nahm sie an der Sommer-Universiade in Taipeh teil und erreichte dort im 100-Meter-Lauf das Viertelfinale, in dem sie dann aber nicht mehr an den Start ging. 2018 nahm sie erstmals an den Asienspielen in Jakarta teil und belegte dort mit der Staffel in 45,42 s den siebten Platz. 2019 belegte sie bei den Südostasienspielen in Capas in 24,44 s den sechsten Platz über 200 Meter und schied über 100 Meter mit 12,09 s im Vorlauf aus. Zudem gewann sie mit der Staffel in 45,17 s die Bronzemedaille hinter den Teams aus Thailand und den Philippinen. 2022 gewann sie dann bei den Südostasienspielen in Hanoi in 45,25 s die Silbermedaille mit der Staffel hinter Thailand.
In den Jahren 2017, 2019 und 2020 wurde Hà vietnamesische Meisterin mit der 4-mal-200-Meter-Staffel sowie 2019 und 2020 auch in der 4-mal-100-Meter-Staffel. Sie ist Studentin an der Bac Ninh University of Physical Education and Sports.

## Persönliche Bestleistungen
- 100 Meter: 11,72 s, 10. November in Hanoi
- 200 Meter: 24,33 s, 27. Juli 2018 in Ho-Chi-Minh-Stadt